# 하야미즈 리사
하야미즈 리사(일본어: 早水リサ, 1975년 2월 28일 ~ )는 일본의 성우이다.

## 출연 작품
2003년
- 출격! 머신로보 레스큐(하야미 다이치)
- 미르모 퐁퐁퐁(에구치 사오리)

2004년
- 음양대전기(아스카 소마)
- 고쿠센(야마구치 쿠미코)

2005년
- 격투미신 우롱(챠오 린솅)
- 바질리스크~코우가인법첩~(카게로우)

2006년
- 포켓몬스터 DP(노조미)
- 은혼(키지마 마타코)
- 소년 음양사(코우친)
- 프린세스 프린세스(유타카 마코토)
- NHK에 어서오세요!(코바야시 메구미)

2007년
- 크게 휘두르며(모모에 마리아)
- 대 에도 로켓(텐호)

2008년
- 스킵 비트(코토나미 카나에)
- 칸나기(키무라 타카코)
- 장난스런 키스(이시카와 사토미)
- 카노콘(유키하나)
- 드루아가의 탑 1기(아메이)

2009년
- 라이드백(요코야마 미사오)

2010년
- 아마가미 SS(타카하시 마야)
- 마법변신! 아이돌 프린세스 리틀프릿(로쿠)
- 크게 휘두르며 여름대회편(모모에 마리아)

2011년
- 프리티 리듬 오로라 드림(래비치, 아세치 쿄코)

2012년
- 남자 고교생의 일상(모토하루 누나)
- 아마가미 SS 플러스(타카하시 마야)

### 인터넷
2008년
- 망념의 잠드(타케하라 후사)